# Metz (album)
METZ to debiutancki album studyjny kanadyjskiego zespołu punk rockowego METZ. Został wydany 9 października 2012 roku przez Sub Pop Records. Sesje nagraniowe odbyły się w studiu The Barn Window oraz w The Dream House. Produkcją zajął się sam zespół.
Stylistycznie muzyka zawarta na debiutanckim albumie nawiązuje do takich zespołów jak Nation of Ulysses, Shellac, The Pixies i Public Image Ltd. Stuarta Bermana w swojej recenzji w serwisie Pitchfork określa album jako powrót do indie rocka lat 90 przy jednoczesnym czerpaniu inspiracji z noise rocka tamtej dekady i zespołów takich jak The Jesus Lizard i Drive Like Jehu. Alex Edkins w wywiadzie dla Pitchfork wspomina, że dużą inspiracją dla zespołu był punkowe zespoły, na których koncerty uczęszczali w latach 90, wspominając między innymi Jawbox, Jawbreaker oraz Fugazi.
Album był nominowany do nagrody Polaris Music Prize w 2013 roku.

## Deluxe Edition
Na 10 rocznicę wydania albumu zespół przygotował rozszerzoną wersję Deluxe Edition dostępną w cyfrowej dystrybucji. Do albumu dołączono trzy utwory zagrane na żywo podczas sesji w radiu BBC. Nagrania miała miejsce w studiu Maida Vale w Londynie. Poza tym, przygotowano nową wersję okładki. Premiera odbyła się 6 września 2022 roku.

## Lista utworów
| Nr  | Tytuł utworu                            | Długość |
| --- | --------------------------------------- | ------- |
| 1.  | „Headache”                              | 2:18    |
| 2.  | „Get Off”                               | 2:22    |
| 3.  | „Sad Pricks”                            | 2:51    |
| 4.  | „Rats”                                  | 3:05    |
| 5.  | „Knife in the Water”                    | 2:12    |
| 6.  | „Nausea”                                | 1:05    |
| 7.  | „Wet Blanket”                           | 3:53    |
| 8.  | „Wasted”                                | 4:07    |
| 9.  | „The Mule”                              | 2:24    |
| 10. | „Negative Space”                        | 3:22    |
| 11. | „--))--”                                | 2:05    |
| 12. | „Wet Blanket (BBC Maida Vale Session)*” | 3:18    |
| 13. | „Wasted (BBC Maida Vale Session)*”      | 3:27    |
| 14. | „Get Off (BBC Maida Vale Session)*”     | 2:08    |
|     |                                         | 38:37   |

Uwagi
- Ścieżka 11 to ukryty utwór. "Negative Space" kończy się o 3:22, a o 4:15 zaczyna się "--))--".
- * Utwory dostępne w wersji Deluxe Edition albumu.

## Twórcy
Opracowano na podstawie materiału źródłowego
Autorami oraz producentami wszystkich utworów jest zespół METZ:
- Alex Edkins - Gitara, śpiew
- Hayden Menzies - Perkusja
- Chris Slorach - Bass

### Personel
- Alexandre Bonenfant - miksowanie (utwory: 1, 3-5, 7, 8)
- Graham Walsh - miksowanie (utwory: 2, 9, 10)
- Roger Seible - mastering
- John Edkins - okładka albumu
- Ivy Lovell - dodatkowa fotografia
- Jeremy Jansen - dodatkowa fotografia
- Jeff Kleinsmith - projekt albumu